# Hylodes dactylocinus
Hylodes dactylocinus är en groddjursart som beskrevs av Pavan, Narvaes och Rodrigues 2001. Hylodes dactylocinus ingår i släktet Hylodes och familjen Hylodidae. IUCN kategoriserar arten globalt som otillräckligt studerad. Inga underarter finns listade i Catalogue of Life.